# Riccardo Picchio
Riccardo Picchio (Alessandria, 7 settembre 1923 – New Haven, 13 agosto 2011) è stato uno slavista italiano.

## Biografia
Studiò alla Sapienza - Università di Roma e nel 1946 si laureò in quella università, dove fu allievo di Enrico Damiani, Ettore Lo Gatto e Giovanni Maver. Nel 1947 fu redattore del giornale "L'Avanti!". Nel 1948 fu lettore di lingua italiana nell'Università di Varsavia. Dal 1953 al 1961 fu professore nelle Università degli Studi di Firenze e Pisa. Fra il 1961 e il 1965 fu a capo dell'Istituto di Filologia Slava all'Università La Sapienza (successore di Giovanni Maver) e poi fu professore di Letteratura slava nell'Università Yale. Dal 1985 al 1993 fu professore ordinario di Lingua e Letteratura russa presso l'Istituto Universitario di Napoli.
Scrisse per l'annale "Ricerche Slavistiche" e a lungo collaborò col suo maestro Maver nella redazione di quella rivista.  I suoi studi slavistici, pur spaziando in ambiti più vasti, si concentrarono con ricerche approfondite sui periodi medievale e rinascimentale, con attenzione estesa alla successiva età illuministica. 
Fu membro della Medieval Academy of America, oltre che delle Accademie delle scienze di Russia, Polonia e Bulgaria. Negli ultimi anni di vita la sua attività di ricerca, molto apprezzata anche all'estero (come è facile evincere dalla sottostante bibliografia), fu pesantemente condizionata dalla malattia di Parkinson, che lo condusse poi alla morte, avvenuta il 13 agosto 2011 nel Connecticut. 

## Opere
- Il sarmatismo polacco. Note di storia della cultura barocca, in «Nova Historia», 14, novembre 1951.
- Tradizione "sarmatica" e slavismo polacco, in «Ricerche slavistiche», volume secondo, 1953, pp. 155-178.
- Gli "Annali" del Baronio-Skarga e la "Storia" di Paisji Hilendarski, in «Ricerche slavistiche», volume terzo, 1954, pp. 212-233.
- Storia della letteratura russa antica, Nuova Accademia editrice, 1959.
- I racconti di Čechov, ERI, Edizioni Rai - Radiotelevisione italiana, 1961
- La narrativa polacca contemporanea, 1964.
- E.M. Manolesso, A. Vimina e la Polonia, Roma, Istituto per la collaborazione culturale, 1965.
- La letteratura russa antica, Firenze, Sansoni, 1968.
- Struktura stylistyczna "Gofreda" na tle tradycji polskich, 1970
- L'Europa orientale dal Rinascimento all'età illuministica, Milano, Vallardi Commissionaria, 1970.
- Treny Kochanowskiego na tle poetyki renesansowej, Paris, 1975.
- Etudes littéraires slavo-romanes, Firenze, Licosa editrice, 1978.
- Letteratura della Slavia ortodossa, Bari, Dedalo, 1991.
- Storia della civiltà letteraria russa, a cura di Michele Colucci, Torino, UTET, 1997.